# Lugosi Dániel Ali
Lugosi Dániel Ali (Ózd, 1999. február 14. –) Junior Prima és Benkó-díjas klarinétművész, a Virtuózok első és kilencedik évadának abszolút győztese.

## Élete
Szülei pedagógusok, édesanyja zongoratanár. A zenével való kapcsolata elég korán kezdődött. Szinte beleszületett, mivel édesanyján kívül három nagyobb testvére is komolyzenei tanulmányokat folytatott. 10 évesen kezdett el klarinétozni.
Zenei fejlődését nagyban segítették: Horváth Sándor a XVI. kerületi Rácz Aladár Zeneiskola tanára, valamint Horn András, Klenyán Csaba és Szepesi János művésztanárok.
Az első komolyabb megmérettetést a 2011 májusában megrendezett Pest megyei Klarinétverseny jelentette számára, ahol első helyezést ért el. A tanév végén elnyerte a „Rácz Aladár Zeneiskola kiváló növendéke” címet, valamint kiemelt nívódíjban részesült a Rácz Aladár Fesztiválon. Horváth Sándor ösztönző javaslatára jelentkezett és felvételt nyert a Bartók Béla Zeneművészeti Szakközépiskola fiatal tehetségek osztályába.
A budapesti Szent István Király Zeneművészeti Szakközépiskola és Gimnázium növendékeként részt vett 2012-ben az I. Dittrich Tibor Országos Kamarazenei Fesztiválon, melyen az „Egyéni Klarinétverseny” fődíjában részesítették.
A 2012-ben megrendezésre kerülő Novi Sad-i V. Anton Eberst Nemzetközi Klarinétversenyen első helyezést ért el. Az országos versenyeken való megmérettetés következő állomását 2013-ban a XII. Országos Zeneiskolai Klarinétversenyen való részvétel jelentette, ahol ismételten első helyezést ért el.
2013-ban a Szabadkán megrendezett „Femus” Nemzetközi Klarinétversenyen ugyancsak első helyezést ért el, valamint a zsűri- és közönség díjat is neki ítélték. 2013-ban felvételt nyert a Bécsi Zeneakadémia kivételes tehetségek osztályába ahol prof. Johann Hindler és Christoph Zimper irányítása alatt végezhette zenei tanulmányait.
A 2014-ben Bécsben megrendezett Nemzetközi Zenei Fesztivál győzteseként, abban a megtisztelő jutalomban részesült, hogy részt vehetett a Japánban megtartott 15. Oszakai Zenei Világversenyen, ahol ez év októberében 3. helyezést sikerült elérnie. A 2014 őszén, az MTVA által közvetített Virtuózok című komolyzenei verseny döntőjében a szakmai zsűri neki ítélte korosztálya első díját, valamint a közönségszavazatok alapján elnyerte a Virtuózok fődíját.
2016-ban első helyezett lett különdíjjal a londoni „Grand Virtuoso” versenyen. 2016-ban újra indult a 17. Oszakai Zenei Világversenyen, ahol a korcsoportgyőzelem mellett a verseny legrangosabb díját hozta el a „Grand Pri” díjat valamint 5 különdíjat.
2018-ban Benkó Sándor-díjat kapott. 
Koncertezett már többek között: Ausztriában: Bécsben, Olaszországban: Milánóban, az USA-ban: Miami (Kravis Center és az Adrienne Arsht Center) West Palm Beach, New York (Lincoln Center), az Egyesült Királyságban: London (Royal Albert Hall), Kanadában: Toronto, Ottawa (Oscar Peterson Hall), Montreal, Japánban: Oszaka, Kiotó, Írországban: Dublin.
2022-ben meghívást kapott Kolumbiába, ahol a Sinfónica de Colombia szólistájaként léphetett fel Bogotában, Medellínben és Cartagenában. Koncertjei mellett mesterkurzusokat tartott a bogotai Universidad Javeriana egyetemen, a medellini Iberacademy egyetemen és a cartagenai Institución Universitaria Bellas Artes y Ciencias de Bolívar egyetemen.
2023-ban elnyerte az MVM Junior Prima Díjat. Ugyanebben az évben újra indult az immáron nemzetközivé vált Virtuózok V4+ klasszikus zenei tehetségkutatóban ahol újra első díjat nyert. 
Lugosi Dániel Ali a FonTrade hangszerüzlet által biztosított Buffet Crampon hangszereken játszik.

## Díjai, elismerései
Versenyeredmények
- 2011: Pest Megyei klarinétverseny, I. díj
- 2011: Rácz Aladár fesztivál, I. díj
- 2012: I. Országos Dittrich Tibor emlékverseny, fődíj
- 2012: V. Anton Eberst Nemzetközi Klarinétverseny, I. díj
- 2013: XII. Országos Klarinétverseny, I. díj
- 2013: Femus Nemzetközi zenei verseny, I. díj, fődíj, közönségdíj
- 2014: 15. Oszakai Világverseny, III. díj
- 2014: Virtuózok tehetségkutató, korcsoportgyőztes
- 2014: Virtuózok tehetségkutató, Abszolút győztes
- 2016: Grand Prize Virtuoso, I. díj
- 2016: 17. Osakai Világverseny, korcsoportdíj, I. díj, fődíj, közönségdíj
- 2021: Weiner Leó kortárs zenei verseny, I. díj, nagydíj

Díjak
- 2011: Rácz Aladár Zeneiskola „Év tehetsége” díj
- 2017: Kerületünk tehetsége díj Budapest, 18. Kerület
- 2018: Benkó Sándor-díj[1]
- 2023: Junior Prima Díj
- 2024: Virtuózok V4+ 2023 I. díj